# 加雷斯·索斯盖特
蓋瑞斯·索斯蓋特爵士，OBE（英語：Sir Gareth Southgate，1970年9月3日—），英格蘭足球運動員，司職後衛，退役後轉任教練，曾擔任英格蘭國家足球隊的主教練。他曾在英國獨立電視台（ITV）擔任足球評述員。
索斯蓋特最大的成就是於效力阿士東維拉及米杜士堡時分別為球隊贏取英格蘭聯賽盃，更以隊長身份帶領米德斯堡捧盃；他亦以隊長身份領導水晶宮奪得英格蘭甲組聯賽冠軍。擔任球員時曾晉級英格蘭足總盃及歐洲足協盃決賽，及為英格蘭國家隊上陣57場，曾參賽1998年世界盃及1996年和2000年兩屆歐洲國家盃。在聯賽上陣超過500場後，修夫基於2006年5月結束球員生涯轉任米杜士堡領隊之職；2013至2016年間接掌英格蘭U21，在英格蘭足總的決定下，於2016年8月開始接掌英格蘭總教練一職至2024年7月。

## 球會生涯

### 水晶宮
南閘於英格蘭東部赫特福德郡的沃特福德（Watford）出生，在水晶宮出道，擔任中場中，其後獲委為隊長，於1994年帶領球隊贏得第二級的甲組聯賽冠軍升班英超，但這支南倫敦球隊在頂級聯賽僅一季便降回甲組，而修夫基亦以250萬英鎊轉投阿士東維拉，在效力水晶宮四年間為球隊上陣152場聯賽。

### 阿士東維拉
在效力阿士東維拉時修夫基轉任中堅，是難以對付的維拉五人防守線上的一員猛將。在加盟首季阿士東維拉擊敗列斯聯贏取英格蘭聯賽盃錦標及取得歐洲足協盃參賽資格。1998/99年球季他為維拉踢足全部英超賽事。翌季維拉晉級英格蘭聯賽盃準決賽及英格蘭足總盃決賽，在足總盃以0-1負於車路士而屈居亞軍。在2000年歐國盃舉行前，修夫基以「爭取事業成就」為由要求轉會，時任維拉領隊莊·佳高利（John Gregory）試圖挽留這名球隊隊長，但修夫基最終於一年後的2001年離隊他投。

### 米杜士堡
南閘並沒有如外界估計般加盟一支豪門球隊，反而成為米杜士堡新任領隊史提夫·麥卡倫首名簽入的球員，部分原因是可與前維拉隊友伊奧古（Ugo Ehiogu）再度合作。他隨即成為河畔球場球迷的寵兒，加盟後首季有連串穩定的演出，難能可貴的是沒有被黃牌警告，獲選為球隊年度最佳球員。
當保羅·恩斯在2002/03年球季離隊後，修夫基獲委繼任隊長，當球隊在千禧球場擊敗保頓贏得英格蘭聯賽盃後，他成為米杜士堡歷來首名捧起主要錦標的隊長。但賽後不久修夫基因膝蓋韌帶受傷而提早結束球季。
2004年1月因里奧·費迪南藥檢不合格遭罰停賽後，有傳言修夫基將會轉投曼聯，但最終只是傳媒炒作而沒有成事。他其後將球員生涯剩餘歲月交托給米杜士堡，簽約留效至2007年。修夫基最後一次以職業球員身份上陣是2006年歐洲足協盃決賽對西維爾，米堡大敗0-4只能屈居亞席。翌季轉任領隊的修夫基雖然仍有註冊為球員，但再沒有為一隊上陣或擔任後补。

## 國家隊生涯
修夫基於1995年12月首次以後補身份登場代表英格蘭國家隊出戰葡萄牙。其後他獲時任英格蘭領隊泰利·雲拿保斯挑選加入在英格蘭本土舉行的1996年歐國盃決賽週參賽名單，在賽事中修夫基演出有如一柱擎天，協助球隊殺入準決賽，加時後仍然與德國1-1打成平手，在互射十二碼決勝雙方首5輪全部射入，進入突然死亡由修夫基先射卻被救出，結果主辦國英格蘭十二碼負5-6在準決賽黯然出局。
修夫基亦有參賽1998年世界盃及2000年歐國盃，合共為國家隊上陣57場，遺憾是雖然入選在日本及南韓舉行的2002年世界盃決賽週參賽名單，但沒有獲派上陣。但在世界盃舉行前最後第二場熱身賽對南韓，下半場他帶上國家隊隊長臂章參賽，結果雙方各一平手完場。

## 教练生涯

### 米德尔斯堡
修夫基在史提夫·麥卡倫離隊執教英格蘭後，於2006年6月獲米杜士堡委派出任新領隊職務，但任命卻惹來爭議，事源他尚未取得執教歐洲頂級聯賽球隊所需的歐洲足協專業牌照（UEFA Pro Licence）。他獲英超當局准許留任至同年11月，米杜士堡以修夫基近期仍是國腳球員，無暇參加教練班為由成功上訴，他當時正參加歐洲足協專業牌照課程，預計於2009年夏季畢業。
在他任教首季，帶領米堡取得英超第12位的中游成績。其執教以來最大勝仗來自2008年5月以8-1橫掃曼城；並於2007年12月獲阿仙奴領隊雲加稱為質優可當英超領隊之材。他在2007/08年球季季初當米杜士堡落入降班區域時受到批評，其後球隊脫離尾三位置，最終以第13位結束球季。修夫基更於2008年9月12日成為自2001年泰利·雲拿保斯以來首位獲選「英超每月最佳領隊」的米堡領隊。
2008年11月修夫基帶領米杜士堡作客擊敗狀態正佳的舊東家阿士東維拉後，球隊在聯賽榜高據第8位。但自此米堡成績急遽下滑，連續14場不勝，直到2009年2月28日才在主場擊敗利物浦。3月21日作客負於史篤城後米杜士堡球迷對他失去耐性，在18場聯賽僅獲1勝及護級機會渺茫，有隨隊支持者高叫修夫基人頭落地。2009年5月聯賽煞科日作客1-2負於韋斯咸後，米杜士堡以第19位成績來季降班英冠。在確定降班後，修夫基誓言留隊，並會帶領球隊返回英超，又感謝球迷的支持。
2009年10月20日在帶隊以2-0擊敗打比郡後不足兩小時，修夫基在充滿爭議下遭解僱，當時米杜士堡正處英冠第4位，與領頭羊相距僅1分之差，但球會主席史提夫·吉遜（Steve Gibson）表示早在球賽兩星期前已下決定解僱修夫基。

### 英格蘭國家隊
2016年歐洲國家盃結束後，本來由出任英格蘭國家足球隊主教練，但因为涉嫌钱权交易丑闻而被解僱，最後在英足總的協調下接下總教練一職。與以往的英格蘭國家隊主教練不同，修夫基挑選球員並非著重於球員的名氣，而是著重在選的球員與其戰術的配合，同時對年輕球員也不吝嗇給予上場時間，而這些決定也在2018年世界盃足球賽收到成效，在16強賽的賽事中最後在互射十二碼以4:3擊敗哥倫比亞，首次在世界盃以互射十二碼取勝，同時幫助國家隊相隔28年後再次重回世界盃4強行列。雖然最終以殿軍作收，但已經是英格蘭繼1990年世界盃足球賽後的最佳成績。如此亮麗的成績單讓英足總目前也決定在2020年歐洲國家盃後決定再續2年，直至2022年世界盃足球賽為止。
2022年國際足協世界盃外圍賽歐洲區開打的第一場比賽，對上聖馬力諾的比賽是修夫基執教的第50場比賽，而他也成為英格蘭國家足球隊史上第一位執教國家隊至少50場及球員時期效力國家隊也有50場出賽的紀錄（出賽場次為57場）。
2020年歐洲國家盃，修夫基帶領英格蘭殺入決賽。不過卻因為其戰術過失而令英格蘭再次於十二碼大戰倒下，未能首奪歐洲國家盃。奪得2020年歐洲國家盃亞軍及取得2022年世界盃決賽週資格後，修夫基獲足總續約至2024年。
2022年世界盃，修夫基帶領英格蘭晉級八強，終以1:2負於法國出局。
2024年歐洲國家盃，修夫基再次以其領導能力，帶領英格蘭僥入決賽，最終以1:2負於西班牙，繼2021年歐洲國家盃亞軍, 再度衛冕2024年歐洲國家盃亞軍。賽後由於英格蘭球迷對比賽結果不滿而互相毆鬥後, 修夫基於7月16日應全球球迷要求及施壓下宣布離任英格蘭總教練一職

## 球场以外
在2003/04年球季修夫基成為作家，與好友兼前韋斯咸守門員教練安迪·伍德曼（Andy Woodman）一同撰寫《胡迪與諾特：一段足球友誼》（Woody & Nord: A Football Friendship），內容描寫兩人自水晶宮青年軍開始結識，雖然其後職業生涯際遇有天壤之別，但仍無損兩人一直維繫的友誼。2005年修夫基更出版名為《劳瑞與朋友》（Roary & Friends）的詩集。
修夫基亦為英國獨立電視台（ITV）擔任2006年世界盃評述員，與奇里夫·泰迪斯利（Clive Tyldesley）一同評述分組初賽的賽事，由於在賽事展開前獲聘為米杜士堡領隊，他在淘汰賽展開前離開德國，由大衛·柏列（David Pleat）取代其職務。結束在米堡的職務後修夫基再次為獨立電視台擔任評述工作，於2010年負責英格蘭足總盃及歐聯賽事，同時亦作賽前預測。
2011年1月，索斯盖特进入英格兰足总，成为主管的足球发展部的精英球员发展项目负责人。
2012年7月20日，修夫基宣佈自己辭去英格兰足总足球发展部的精英球员发展项目负责人的職位，但沒有透露原因，另他會繼續為（ITV）擔任足球評述員。

## 私人生活
修夫基娶艾莉森（Alison）為妻，兩人育有兩名子女美亞（Mia）及弗林（Flynn）。

## 球員生涯數據

### 俱樂部
參考來源:
| 俱樂部     | 賽季      | 聯賽               | 聯賽 | 聯賽 | 足總盃 | 足總盃 | 聯賽盃 | 聯賽盃 | 其他 | 其他 | 總計 | 總計 |
| 俱樂部     | 賽季      | 層級               | 出賽 | 進球 | 出賽   | 進球   | 出賽   | 進球   | 出賽 | 進球 | 出賽 | 進球 |
| ---------- | --------- | ------------------ | ---- | ---- | ------ | ------ | ------ | ------ | ---- | ---- | ---- | ---- |
| 水晶宮     | 1990–91   | 英格蘭甲組聯賽     | 1    | 0    | 0      | 0      | 1      | 0      | 1    | 0    | 3    | 0    |
| 水晶宮     | 1991–92   | 英格蘭甲組聯賽     | 30   | 0    | 0      | 0      | 6      | 0      | 3    | 0    | 39   | 0    |
| 水晶宮     | 1992–93   | 英格蘭足球超級聯賽 | 33   | 3    | 0      | 0      | 6      | 2      | 0    | 0    | 39   | 5    |
| 水晶宮     | 1993–94   | 英格蘭甲組聯賽     | 46   | 9    | 1      | 0      | 4      | 3      | 2    | 0    | 53   | 12   |
| 水晶宮     | 1994–95   | 英格蘭足球超級聯賽 | 42   | 3    | 8      | 0      | 7      | 2      | 0    | 0    | 57   | 5    |
| 水晶宮     | 總計      | 總計               | 152  | 15   | 9      | 0      | 24     | 7      | 6    | 0    | 191  | 22   |
| 阿斯頓維拉 | 1995–96   | 英格蘭足球超級聯賽 | 31   | 1    | 4      | 0      | 8      | 1      | 0    | 0    | 43   | 2    |
| 阿斯頓維拉 | 1996–97   | 英格蘭足球超級聯賽 | 28   | 1    | 3      | 0      | 1      | 0      | 2    | 0    | 34   | 1    |
| 阿斯頓維拉 | 1997–98   | 英格蘭足球超級聯賽 | 32   | 0    | 3      | 0      | 1      | 0      | 7    | 0    | 43   | 0    |
| 阿斯頓維拉 | 1998–99   | 英格蘭足球超級聯賽 | 38   | 1    | 2      | 0      | 0      | 0      | 4    | 0    | 44   | 2    |
| 阿斯頓維拉 | 1999–2000 | 英格蘭足球超級聯賽 | 31   | 2    | 6      | 1      | 6      | 0      | 0    | 0    | 43   | 3    |
| 阿斯頓維拉 | 2000-01   | 英格蘭足球超級聯賽 | 31   | 2    | 2      | 0      | 1      | 0      | 2    | 0    | 36   | 2    |
| 阿斯頓維拉 | 總計      | 總計               | 191  | 7    | 20     | 1      | 17     | 1      | 15   | 0    | 243  | 8    |
| 米德爾茲堡 | 2001-02   | 英格蘭足球超級聯賽 | 37   | 1    | 6      | 0      | 1      | 0      | 0    | 0    | 44   | 1    |
| 米德爾茲堡 | 2002-03   | 英格蘭足球超級聯賽 | 36   | 2    | 1      | 0      | 0      | 0      | 0    | 0    | 37   | 2    |
| 米德爾茲堡 | 2003-04   | 英格蘭足球超級聯賽 | 27   | 1    | 1      | 0      | 6      | 0      | 0    | 0    | 34   | 1    |
| 米德爾茲堡 | 2004-05   | 英格蘭足球超級聯賽 | 36   | 0    | 1      | 0      | 0      | 0      | 10   | 0    | 47   | 0    |
| 米德爾茲堡 | 2005-06   | 英格蘭足球超級聯賽 | 24   | 0    | 7      | 0      | 2      | 0      | 9    | 0    | 42   | 0    |
| 米德爾茲堡 | 總計      | 總計               | 160  | 4    | 16     | 0      | 9      | 0      | 19   | 0    | 204  | 4    |
| 生涯總計   | 生涯總計  | 生涯總計           | 503  | 26   | 45     | 1      | 50     | 8      | 40   | 0    | 638  | 35   |

1. 1 2  於英格蘭足總會員盃出賽
2. ↑  於英義盃出賽
3. 1 2 3 4 5  於歐足總歐洲聯賽出賽
4. ↑  於歐洲足協圖圖盃出賽

### 國家隊
參考來源:
| 國家隊   | 年份     | 出賽 | 進球 |
| -------- | -------- | ---- | ---- |
| 英格蘭   | 1995     | 1    | 0    |
| 英格蘭   | 1996     | 11   | 0    |
| 英格蘭   | 1997     | 10   | 0    |
| 英格蘭   | 1998     | 8    | 1    |
| 英格蘭   | 1999     | 3    | 0    |
| 英格蘭   | 2000     | 8    | 0    |
| 英格蘭   | 2001     | 3    | 0    |
| 英格蘭   | 2002     | 7    | 0    |
| 英格蘭   | 2003     | 4    | 1    |
| 英格蘭   | 2004     | 2    | 0    |
| 生涯總計 | 生涯總計 | 57   | 2    |

### 國家隊進球
| # | 日期           | 場館                                                       | 對手   | 進球  | 賽果  | 賽事                       |
| - | -------------- | ---------------------------------------------------------- | ------ | ----- | ----- | -------------------------- |
| 1 | 1998年10月14日 | 盧森堡，盧森堡城 · 若西·巴特尔体育场（Stade Josy Barthel） | 盧森堡 | 3 – 0 | 3 – 0 | 2000年歐洲足球錦標賽外圍賽 |
| 2 | 2003年5月22日  | 南非，德班 · ABSA體育場（ABSA Stadium）                    | 南非   | 1 – 0 | 2 – 1 | 友誼賽                     |

## 教練生涯數據
最後更新：2024年7月6日
| 隊伍       | 任期開始      | 任期結束       | 紀錄 | 紀錄 | 紀錄 | 紀錄 | 紀錄    | 參考來源             |
| 隊伍       | 任期開始      | 任期結束       | 場次 | 勝場 | 和局 | 敗場 | 勝率(%) | 參考來源             |
| ---------- | ------------- | -------------- | ---- | ---- | ---- | ---- | ------- | -------------------- |
| 米德爾茲堡 | 2006年6月7日  | 2009年10月21日 | 151  | 45   | 43   | 63   | 29.8    | [ 23 ] [ 24 ]        |
| 英格蘭U21  | 2013年8月22日 | 2016年9月27日  | 37   | 27   | 5    | 5    | 73.0    | [ 24 ] [ 25 ] [ 26 ] |
| 英格蘭     | 2016年9月27日 | 至今           | 100  | 60   | 24   | 16   | 60.0    | [ 24 ] [ 27 ]        |
| 總計       | 總計          | 總計           | 288  | 132  | 72   | 84   | 45.8    |                      |

## 榮譽

### 球員
水晶宮
- 英格蘭甲組聯賽〈第二級〉冠軍：1993/94年；

阿士東維拉
- 英格蘭聯賽盃冠軍：1996年；
- 欧洲足联国际托托杯冠軍：2001年；
- 英格蘭足總盃亞軍：2000年；

米杜士堡
- 英格蘭聯賽盃冠軍：2004年；
- 歐洲足協盃亞軍：2006年；

個人
- 米杜士堡年度最佳球員：2001/02年；

### 國家隊
英格蘭
- 歐洲國家盃準決賽：1996年；

### 領隊
- 英超每月最佳領隊：2008年8月
- 2018世界盃第四名（英格蘭）
- 2018–19年歐洲國家聯賽第三名（英格蘭）
- 2020年歐洲國家盃亞軍（英格蘭）
- 2024年歐洲國家盃亞軍（英格蘭）

### 勳銜
- 大英帝國官佐勳章：2019年
- 下級勳位爵士：2025年

### 榮譽市民
- 米德爾斯堡榮譽市民：2021年

## 外部連結
- 足球数据库：加雷斯·索斯盖特的球员统计数据
- 足球数据库：加雷斯·索斯盖特的教练统计数据
- 加雷斯·索斯盖特在 National-Football-Teams.com 上的出场纪录
- 加雷斯·索斯盖特在互联网电影资料库（IMDb）上的資料（英文）
- 英格兰足球在线：加雷斯·索斯盖特的统计数据